# 송연비
송연비(宋姸霏, 1995년 10월 22일 ~ )은 중국의 가수 겸 배우이다.

## 출연작

### 드라마
- 2017년 망고 TV 웹드라마 《가석불시니》 - 엽자 역
- 2018년 장쑤 위성 텔레비전 행복극장 《연애선생》 - 차오이린 역
- 2019년 아이치이 웹드라마 《신견소칠 3》 - 안심 역
- 2019년 텐센트 웹드라마 《주진니적기억》 - 안닝 역
- 2019년 아이치이 웹드라마 《십년삼월삼십일》 - 선솽솽 역
- 2020년 텐센트 웹드라마 《천월화선 : 크로스파이어》 - 안란 역
- 2021년 아이치이 웹드라마 《풍폭무》 - 천징위안 역
- 2023년 텐센트 웹드라마 《온덕서랍일기》 - 원뤄 역